# Joy Laville
Helene Joy Laville Perren (Ryde, Inglaterra; 8 de septiembre de 1923-Cuernavaca, Morelos; 13 de abril de 2018) fue una pintora y escultora inglesa nacionalizada mexicana. Se especializó en esculturas de bronce, serigrafía, óleo, pintura acrílica y grabados de aguafuerte.

## Biografía

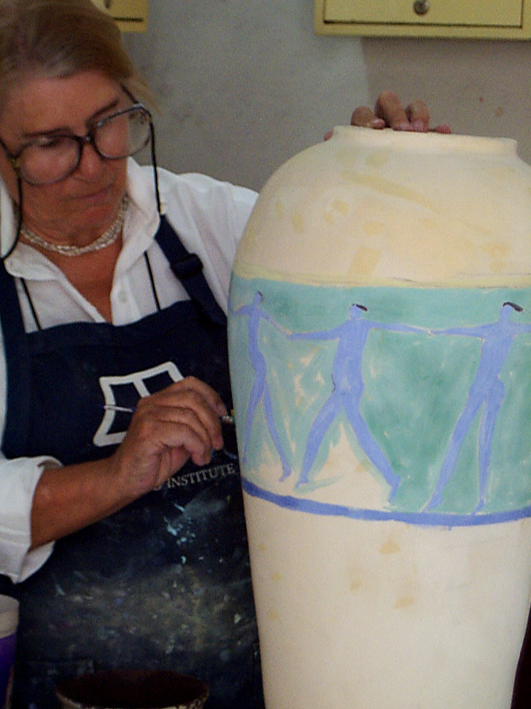
La artista pinta cerámica de Talavera en el taller de Uriarte Talavera.

Era hija del capitán Francis Anton Laville y de Vera Elizabeth Perren. Poco después del nacimiento de su hermana Rosemary, el padre abandonó la familia por otra mujer.  Pasó su infancia  en la isla de Wight, en el canal de la Mancha, Inglaterra, lo cual se ve reflejado en su arte gracias a su paleta de colores y a la referencia frecuente al mar. Desde chica demostró interés por el arte y la pintura, pero interrumpió sus estudios debido al estallido de la Segunda Guerra Mundial, en la que participó uniéndose al “Observer Corps” de Yorkshire. Su misión era detectar y posicionar los aviones en mapas cuando sobrevolaban territorio inglés.  En plena guerra tuvo un romance con Julius Taussky, un refugiado judío de origen austriaco y diez años mayor que ella, quien pidió su mano sin éxito, pero que fue deportado a un campo de internados en Canadá.
A los 21 años contrajo matrimonio con Kenneth Rowe, un artillero de la Fuerza Aérea Canadiense, con quien se fue a vivir a Canadá por nueve años y con quien tuvo a su hijo Trevor Rowe. Ella afirmaba que este matrimonio fue su manera de abandonar Inglaterra, que aún se recuperaba de la guerra.
Tras vivir en Canadá durante nueve años, en 1956 se trasladó a México junto con su hijo, quien entonces tenía cinco años. Se estableció en San Miguel de Allende, Guanajuato y ahí su amiga Carmen Mancip y su esposo James Hawkins fundaron la librería 'El colibrí' en 1959, en la cual se solían reunir algunos intelectuales y en la que Laville trabajaba. Hasta esa librería llegó Jorge Ibargüengoitia a buscar unos libros para dar un curso en la Universidad Americana y allí se conocieron.
Después de algún tiempo de vivir en pareja, se casaron en 1973 y, tras la muerte de la madre de Jorge, decidieron vender la casa de Coyoacán y viajar por Europa. Vivieron en Londres, Grecia, y Roquetas de Mar en Andalucía, para terminar estableciéndose en París desde 1980. Según sus declaraciones “Jorge completó mi ser. Era un hombre profundo, cálido y sin complejos. Decía lo que pensaba y sentía, y a mí, que se me dificultaba tanto hacerlo, me parecía maravilloso. Me enseñó a ser mejor persona, más tolerante y perceptiva”.
En París el escritor Ibargüengoitia cosechaba éxitos y reconocimientos y en 1983 fue invitado al Primer Encuentro Hispanoamericano de Cultura de Bogotá, organizado por Gabriel García Márquez. Tras casi veinte años juntos, Ibargüengoitia murió en el accidente aéreo de Avianca en Madrid, el vuelo que había de llevarle a Bogotá.
En ese momento residían en París y año y medio más tarde Laville decidió regresar a México, estableciéndose en Jiutepec, cerca de Cuernavaca, Morelos, donde habitó hasta el día de su muerte. Obtuvo la nacionalidad mexicana en 1986.

## Trayectoria artística
Joy Laville no contó con una preparación artística formal, sólo con diversos cursos, entre el que se encuentra el del Instituto Allende en San Miguel de Allende, Guanajuato; lugar donde en un principio laboró como secretaria para pagar sus estudios. En su pintura ella afirmaba que su primera influencia fue James Pinto y el suizo nacionalizado mexicano Roger von Gunten, a quien conoció en 1959 en casa del escultor Lothar Kestenbaum. Con él tendría una estrecha relación personal y artística.  A partir de entonces Von Gunten viajaría en moto desde Ciudad de México, para visitarla cada fin de semana. A principios de los sesenta se fueron a vivir juntos a una casa de la calle Pila Seca en San Miguel de Allende, que antes había pertenecido al pintor Charlie Blum. Aunque ella confiesa que aprendió mucho viéndole pintar, sin embargo nunca lo consideró su maestro. Compartían pintura, ajedrez y música clásica. Con el pintor canadiense Leonard Brooks formaron un trío musical: Leonard al violín, Roger en la flauta travesera y Joy en flauta barroca y chelo, además de otros músicos y artistas de visita a San Miguel. Roger empezaba a destacar como pintor y se le quedó pequeño San Miguel de Allende, regresando a Ciudad de México.
Realizó las ilustraciones para las portadas de los libros de Jorge Ibargüengoitia. Realizó exposiciones individuales en Nueva York, Dallas, Washington D. C., Toronto, París, Barcelona y Londres.
Junto con Rufino Tamayo, José Luis Cuevas, Pedro Coronel y Francisco Toledo se le considera parte del grupo llamado la Generación de la Ruptura, aunque ella no se identificaba como tal. Algunas de sus obras se encuentran en el Museo de Arte de Dallas, National Museum of Women in the Arts en Washington D. C., en la Esso Oil de Canadá, en el Banco Nacional de México, en el Banco Nacional de Comercio, en el Museo de Arte Moderno, en el Museo José Luis Cuevas y en el Museo del Arzobispado de la Secretaría de Hacienda y Crédito Público.
Una de sus últimas exposiciones, de nombre homónimo, se llevó a cabo en el Centro Cultural Jardín Borda en el año 2017. En ella mostró 130 obras, entre pinturas, grabado, cerámica y escultura.
El 3 de agosto de 2023, con motivo del centenario de su nacimiento, se inauguró en el Museo de Arte Moderno de la Ciudad de México una exposición dedicada a Joy Laville titulada "Joy Laville. El silencio y la eternidad".

## Premios y distinciones
- Premio de Adquisición por el Palacio de Bellas Artes otorgado por Instituto Nacional de Bellas Artes (INBA), en 1966.
- Medalla Bellas Artes en reconocimiento a su trayectoria artística, por el INBA en 2012.
- Premio Nacional de Ciencias y Artes en el área de Bellas Artes por la Secretaría de Educación Pública en 2012.